# 今年の新語
今年の新語（ことしのしんご）は、三省堂の主催によって選定される各年を代表する新語を決定し公表するキャンペーン。正式名称は「三省堂 辞書を編む人が選ぶ 今年の新語（西暦年）」。2014年に三省堂の辞書編集者を務める飯間浩明が個人ウェブサイトとTwitterにて一般募集し選定・発表した「今年からの新語」企画をもとに、同企画の反響を受け翌2015年から三省堂主催で始まったもので、一般からの応募をもとに三省堂で辞書の編纂にあたる編集者らの選考委員が選考する。

## 選考基準
選考に際しては、その年に誕生したかに限定せずその年に広まった言葉であることや、その年限りではなく今後定着し、辞書に載せてもおかしくない言葉であることが考慮されている。また、本キャンペーンと同様に新語も扱う「ユーキャン新語・流行語大賞」と近似しないよう独自性を持った選考を心がけている。
候補となる言葉として、公式サイトでは2018年の選出単語を元に、以下のような具体例が示されている。
- 「今年特に広まった」と感じられる言葉（今年誕生したかどうかは問わない） - 「尊い」「寄せる」「ブラックアウト」
- 自分自身や周りの人が、普段の会話やSNSなどでよく使うようになった言葉 - 「ばえる」「モヤる」「肉肉しい」
- 流行語や時事用語、 新しい文物でも構わない - 「VTuber」「マイクロプラスチック」「スーパー台風」

毎回上位10語と選外を選定し、上位10語に選定された新語は選定委員会に参加している三省堂が発行する国語辞典の各スタイルに合わせた語釈文を添えて発表され、選外には大きな話題を集めたものの選考の結果辞書に載せるにふさわしくないと判断された新語が取り上げられ、選評ページにて不採用理由が掲載される。

## 各年の「今年の新語」

### 2014年「今年からの新語」
飯間浩明の個人ウェブサイト企画として実施。
| 順位 | 語彙                       |
| ---- | -------------------------- |
| 1位  | ワンチャン                 |
| 2位  | それな                     |
| 3位  | あーね                     |
| 4位  | 安定の                     |
| 5位  | 自撮り                     |
| 6位  | プロジェクションマッピング |
| 7位  | NISA                       |
| 8位  | 危険ドラッグ               |
| 9位  | ～み                       |
| 10位 | ぽんこつ                   |

次点 - 壁ドン

### 2015年
| 順位 | 語彙         |
| ---- | ------------ |
| 大賞 | じわる       |
| 2位  | マイナンバー |
| 3位  | LGBT         |
| 4位  | インバウンド |
| 5位  | ドローン     |
| 6位  | 着圧         |
| 7位  | 言（ゆ）うて |
| 8位  | 爆音         |
| 9位  | 刺さる       |
| 10位 | 斜め上       |

- 選外 - とりま、エンブレム

### 2016年
| 順位 | 語彙       |
| ---- | ---------- |
| 大賞 | ほぼほぼ   |
| 2位  | エモい     |
| 3位  | ゲスい     |
| 4位  | レガシー   |
| 5位  | ヘイト     |
| 6位  | スカーチョ |
| 7位  | VR         |
| 8位  | 食レポ     |
| 9位  | エゴサ     |
| 10位 | パリピ     |

- 選外 - 神ってる、チャレンジ、IoT

### 2017年
| 順位 | 語彙             |
| ---- | ---------------- |
| 大賞 | 忖度             |
| 2位  | インフルエンサー |
| 3位  | パワーワード     |
| 4位  | ○○ロス           |
| 5位  | フェイクニュース |
| 6位  | 草               |
| 7位  | 仮想通貨         |
| 8位  | オフショル       |
| 9位  | イキる           |
| 10位 | きゅんきゅん     |

- 選外 - 卍、プレミアムフライデー、熱盛

### 2018年
| 順位 | 語彙                 |
| ---- | -------------------- |
| 大賞 | ばえる（映える）     |
| 2位  | モヤる               |
| 3位  | 分かりみ             |
| 4位  | 尊い                 |
| 5位  | VTuber               |
| 6位  | 肉肉しい             |
| 7位  | マイクロプラスチック |
| 8位  | 寄せる               |
| 9位  | スーパー台風         |
| 10位 | ブラックアウト       |

- 選外 - そだねー、半端ないって

### 2019年
| 順位 | 語彙     |
| ---- | -------- |
| 大賞 | －ペイ   |
| 2位  | にわか   |
| 3位  | 煽り運転 |
| 4位  | 反社     |
| 5位  | サブスク |
| 6位  | 電凸     |
| 7位  | カスハラ |
| 8位  | 垂直避難 |
| 9位  | 置き配   |
| 10位 | ASMR     |

- 選外 - タピる、ワンチーム
- 特別賞 - 令和

### 2020年
| 順位 | 語彙               |
| ---- | ------------------ |
| 大賞 | ぴえん             |
| 2位  | ○○警察             |
| 3位  | 密                 |
| 4位  | リモート           |
| 5位  | マンスプレイニング |
| 6位  | 優勝               |
| 7位  | ごりごり           |
| 8位  | まである           |
| 9位  | グランピング       |
| 10位 | チバニアン         |

- 選外（コロナ枠） - ソーシャルディスタンス、ステイホーム、クラスター、アマビエ、ロックダウン、手指

### 2021年
| 順位 | 語彙         |
| ---- | ------------ |
| 大賞 | チルい       |
| 2位  | ○○ガチャ     |
| 3位  | マリトッツォ |
| 4位  | 投げ銭       |
| 5位  | 人流         |
| 6位  | ウェビナー   |
| 7位  | ギグワーク   |
| 8位  | 更問い       |
| 9位  | おうち○○     |
| 10位 | Z世代        |

- 選外 - じゃないほう、鼻マスク、黙食

### 2022年
| 順位 | 語彙         |
| ---- | ------------ |
| 大賞 | タイパ       |
| 2位  | ○○構文       |
| 3位  | きまず       |
| 4位  | メタバース   |
| 5位  | ○○くない     |
| 6位  | ガクチカ     |
| 7位  | 一生         |
| 8位  | 酷暑日       |
| 9位  | 闇落ち       |
| 10位 | リスキリング |

- 選外 - 平成レトロ、Y2K

### 2023年
| 順位 | 語彙             |
| ---- | ---------------- |
| 大賞 | 地球沸騰化       |
| 2位  | ハルシネーション |
| 3位  | かわちい         |
| 4位  | 性加害・性被害   |
| 5位  | ○○ウォッシュ     |
| 6位  | アクスタ         |
| 7位  | トーンポリシング |
| 8位  | リポスト         |
| 9位  | 人道回廊         |
| 10位 | 闇バイト         |

- 選外 - オーバーツーリズム、蛙化現象、グローバルサウス、生成AI、近しい

### 2024年
| 順位 | 語彙                           |
| ---- | ------------------------------ |
| 大賞 | 言語化                         |
| 2位  | 横転                           |
| 3位  | インプレ                       |
| 4位  | しごでき                       |
| 5位  | スキマバイト                   |
| 6位  | メロい                         |
| 7位  | 公益通報                       |
| 8位  | PFAS                           |
| 9位  | インティマシーコーディネーター |
| 10位 | 顔ない                         |

- 選外 - 界隈、裏金、アニマルウェルフェア